# Lycodryas
Genre
Lycodryas est un genre de serpents de la famille des Lamprophiidae. 

## Répartition
Les espèces de ce genre se rencontrent à Madagascar et dans l'archipel des Comores.

## Liste d'espèces
Selon The Reptile Database (7 janvier 2013) :
- Lycodryas carleti (Domergue, 1995)
- Lycodryas citrinus (Domergue, 1995)
- Lycodryas cococola Hawlitschek, Nagy & Glaw, 2012
- Lycodryas gaimardi (Schlegel, 1837)
- Lycodryas granuliceps (Boettger, 1877)
- Lycodryas guentheri (Boulenger, 1896)
- Lycodryas inopinae (Domergue, 1995)
- Lycodryas inornatus (Boulenger, 1896)
- Lycodryas maculatus (Günther, 1858)
- Lycodryas pseudogranuliceps (Domergue, 1995)

## Publication originale
- Günther, 1879 : On mammals and reptiles from Johanna, Comoro Islands. Annals and magazine of natural history, ser. 5, vol. 3, p. 215-219 (texte intégral).